# Première circonscription du district de Dantzig

Les circonscriptions électorales de l'Empire allemand.

La première circonscription du Reichstag du district de Dantzig dans la province de Prusse-Occidentale (18e circonscription ; circonscription d'Elbing-Marienbourg) est une circonscription pour les élections du Reichstag dans l'Empire allemand et dans la Confédération de l'Allemagne du Nord de 1867 à 1918.

## Découpage de la circonscription
La circonscription comprend l'arrondissement urbain d'Elbing, l'arrondissement d'Elbing et l'arrondissement de Marienbourg (de).
| Année | Habitants |
| ----- | --------- |
| 1890  | 137 738   |
| 1895  | 144 989   |
| 1900  | 152 220   |
| 1905  | 157 608   |
| 1910  | 160 246   |

|      | Agriculture | Industrie et commerce | Commerce et services |
| ---- | ----------- | --------------------- | -------------------- |
| 1895 | 49,8        | 34.3                  | 16.0                 |
| 1907 | 42,6        | 39.4                  | 18.01                |

|      | Protestants | Catholiques |
| ---- | ----------- | ----------- |
| 1890 | 67,4        | 26.4        |
| 1905 | 68.2        | 26.3        |
| 1910 | 68,7        | 25,8        |

## Députés
| Élections                                    | Député                        | Parti politique             | Image |
| -------------------------------------------- | ----------------------------- | --------------------------- | ----- |
| Élection du Reichstag de février 1867 à 1877 | Wilhelm von Brauchitsch (de)  | Parti conservateur          | 0     |
| Élection du Reichstag de 1877 à 1878         | Otto Hausburg (de)            | Libéral, non inscrit        | 0     |
| Élection du Reichstag de 1878 à 1884         | Wilhelm von Minnigerode       | Parti conservateur          | 0     |
| Élection du Reichstag de 1884 à 1890         | Bernhard von Puttkamer        | Parti conservateur allemand | 0     |
| Élection du Reichstag de 1890 à 1893         | Richard zu Dohna-Schlobitten  | Parti conservateur allemand |       |
| Élection du Reichstag de 1893 à 1902         | Bernhard von Puttkamer        | Parti conservateur allemand | 0     |
| Élection partielle de 1902 à 1918            | Elard von Oldenburg-Januschau | Parti conservateur allemand |       |

## Élections

### 1867 (février)
Il n'y a qu'un seul tour de scrutin.
| Candidat                | Parti politique    | Voix   | % | Remarques |
| ----------------------- | ------------------ | ------ | - | --------- |
| Wilhelm von Brauchitsch | Parti conservateur | 11 661 | 0 | 0         |

### 1867 (août)
Il n'y a qu'un seul tour de scrutin.
| Candidat                | Parti politique    | Voix | % | Remarques |
| ----------------------- | ------------------ | ---- | - | --------- |
| Wilhelm von Brauchitsch | Parti conservateur | 7732 | 0 | 0         |

### 1871
Il y a deux tours de scrutin. Le résultat du premier tour de scrutin est le suivant :
| candidat                | Parti politique    | Voix | dans % | Remarques |
| ----------------------- | ------------------ | ---- | ------ | --------- |
| Wilhelm von Brauchitsch | Parti conservateur | 4156 | 0      | 0         |
|                         | NLP                | 3181 | 0      | 0         |
|                         | Zentrum            | 1623 | 0      | 0         |
| Autre                   | 0                  | 9    | 0      | 0         |

Le résultat du second tour est le suivant :
| Candidat                | Parti politique    | Voix | % | Remarques |
| ----------------------- | ------------------ | ---- | - | --------- |
| Wilhelm von Brauchitsch | Parti conservateur | 5436 | 0 | 0         |
|                         | NLP                | 4683 | 0 | 0         |

### 1874
Il y a deux scrutins. Le résultat du premier tour de scrutin est le suivant :
| Candidat                 | Parti politique    | Voix | % | Remarques |
| ------------------------ | ------------------ | ---- | - | --------- |
| Guillaume de Brauchitsch | Parti conservateur | 3517 | 0 | 0         |
|                          | NLP                | 3949 | 0 | 0         |
|                          | Zentrum            | 2651 | 0 | 0         |
|                          | SPD (Eisena. )     | 83   | 0 | 0         |
| Autre                    | 0                  | 28   | 0 | 0         |

Le résultat du second tour est le suivant :
| Candidat                | Parti politique    | Voix | % | Remarques |
| ----------------------- | ------------------ | ---- | - | --------- |
| Wilhelm von Brauchitsch | Parti conservateur | 5927 | 0 | 0         |
|                         | NLP                | 5340 | 0 | 0         |

### 1877
Il y a deux scrutins. Le résultat du premier tour de scrutin est le suivant :
| Candidat      | Parti politique      | Voix | % | Remarques |
| ------------- | -------------------- | ---- | - | --------- |
|               | Parti impérial       | 2202 | 0 | 0         |
| Otto Hausburg | Libéral, non inscrit | 3986 | 0 | 0         |
|               | Zentrum              | 2904 | 0 | 0         |
|               | SPD                  | 182  | 0 | 0         |
| Autre         | 0                    | 8    | 0 | 0         |

Le résultat du second tour est le suivant :
| Candidat      | Parti politique      | Voix   | % | Remarques |
| ------------- | -------------------- | ------ | - | --------- |
| Otto Hausburg | Libéral, non inscrit | 10 291 | 0 | 0         |
|               | Zentrum              | 4652   | 0 | 0         |

### 1878
Il n'y a qu'un seul tour de scrutin.
| Candidat                | Parti politique    | Voix | % | Remarques |
| ----------------------- | ------------------ | ---- | - | --------- |
| Wilhelm von Minnigerode | Parti conservateur | 7407 | 0 | 0         |
|                         | Libéral            | 3337 | 0 | 0         |
|                         | Parti impérial     | 2456 | 0 | 0         |
|                         | Zentrum            | 190  | 0 | 0         |
|                         | SPD                | 200  | 0 | 0         |
| Autre                   | 0                  | 9    | 0 | 0         |

### 1881
Il y a deux tours de scrutin. Le résultat du premier tour de scrutin est le suivant :
| Candidat                | Parti politique    | Voix | % | Remarques |
| ----------------------- | ------------------ | ---- | - | --------- |
| Wilhelm von Minnigerode | Parti conservateur | 5714 | 0 | 0         |
|                         | LibV               | 4176 | 0 | 0         |
|                         | Zentrum            | 2760 | 0 | 0         |
|                         | SPD                | 193  | 0 | 0         |
| Autre                   | 0                  | 7    | 0 | 0         |

Le résultat du second tour est le suivant :
| Candidat                | Parti politique    | Voix | % | Remarques |
| ----------------------- | ------------------ | ---- | - | --------- |
| Wilhelm von Minnigerode | Parti conservateur | 8165 | 0 | 0         |
|                         | LibV               | 5526 | 0 | 0         |

### 1884
Deux tours de scrutin ont lieu. Le nombre d'électeurs s'élève à 25 683 et le nombre de suffrages exprimés au premier tour est de 14 052, dont 38 nuls. Le taux de participation est de 54,9 %.
| Candidat               | Parti politique             | Voix | % | Remarques |
| ---------------------- | --------------------------- | ---- | - | --------- |
| Bernhard von Puttkamer | Parti conservateur allemand | 5373 | 0 | 0         |
|                        | Conservateur                | 2329 | 0 | 0         |
|                        | F                           | 3736 | 0 | 0         |
|                        | Zentrum                     | 2495 | 0 | 0         |
|                        | SPD                         | 106  | 0 | 0         |
| Autre                  | 0                           | 13   | 0 | 0         |

Le nombre de votes exprimés lors du second tour est de 14 200, dont 36 sont nuls. Le taux de participation est de 55,4%.
| Candidat               | Parti politique             | Voix | % | Remarques |
| ---------------------- | --------------------------- | ---- | - | --------- |
| Bernhard von Puttkamer | Parti conservateur allemand | 8038 | 0 | 0         |
|                        | F                           | 6162 | 0 | 0         |

### 1887
Un seul tour de scrutin a eu lieu. Le nombre d'électeurs s'élève à 26 920 et le nombre de suffrages exprimés à 19 155, dont 30 nuls. Le taux de participation est de 71,3 %.
| candidat               | Parti politique             | Voix   | % | Remarques                                 |
| ---------------------- | --------------------------- | ------ | - | ----------------------------------------- |
| Bernhard von Puttkamer | Parti conservateur allemand | 11 409 | 0 | 0                                         |
|                        | F                           | 5596   | 0 | 0                                         |
| August Godau           | SPD                         | 2114   | 0 | Maître serrurier August Godau (1853–1887) |
| Autre                  | 0                           | 6      | 0 | 0                                         |

### 1890
Aucun accord de circonscription entre les partis n'est parvenu jusqu'à nous. Il n'y a qu'un seul tour de scrutin. Le nombre d'électeurs s'élève à 27 196 et le nombre de suffrages exprimés à 19 207, dont 31 nuls. Le taux de participation est de 70,6 %.
| candidat                     | Parti politique             | Voix   | %    | Remarques |
| ---------------------------- | --------------------------- | ------ | ---- | --------- |
| Richard zu Dohna-Schlobitten | Parti conservateur allemand | 10 528 | 54,9 | 0         |
| Hans von Reibnitz            | DF                          | 2704   | 14.1 | 0         |
| Otto Jochem                  | SPD                         | 4795   | 25,0 | 0         |
|                              | Zentrum                     | 918    | 4.8  | 0         |
|                              | Zentrum                     | 201    | 1.0  | 0         |
| Autre                        | 0                           | 30     | 0,2  | 0         |

### 1893
Les Polonais soutiennent le candidat du Zentrum. Un seul tour de scrutin a lieu. Le nombre d'électeurs s'élève à 27 855 et le nombre de suffrages exprimés à 19 491, dont 47 nuls. Le taux de participation est de 70,0 %.
| Candidat               | Parti politique             | Voix   | %    | Remarques       |
| ---------------------- | --------------------------- | ------ | ---- | --------------- |
| Bernhard von Puttkamer | Parti conservateur allemand | 10 349 | 53.2 | 0               |
| Schultze               | FVP                         | 1668   | 8.6  | 0               |
|                        | Parti impérial              | 58     | 0,3  | 0               |
| Wagner                 | NLP                         | 819    | 4.2  | avocat à Berlin |
| Otto Jochem            | SPD                         | 3764   | 19.3 | 0               |
| Peter Spahn            | Zentrum                     | 2774   | 14.3 | 0               |
| Autre                  | 0                           | 12     | 0,1  | 0               |

### 1898
Aucun accord de circonscription entre les partis ne parvient jusqu'à nous. Il n'y a qu'un seul tour de scrutin. Le nombre d'électeurs s'élève à 29 195 et le nombre de suffrages exprimés à 18 569, dont 39 nuls. Le taux de participation est de 63,6 %.
| Candidat                            | Parti politique             | Voix | %    | Remarques |
| ----------------------------------- | --------------------------- | ---- | ---- | --------- |
| Bernhard von Puttkamer              | Parti conservateur allemand | 9346 | 50,4 | 0         |
| Carl August Ludwig von Munckel (de) | FVP                         | 591  | 3.2  | 0         |
| Wagner                              | NLP                         | 1048 | 5.7  | 0         |
| Wolszlegier                         | Parti polonais              | 26   | 0,1  | 0         |
| Franz Storch                        | SPD                         | 4473 | 24.1 | 0         |
| Peter Spahn                         | Zentrum                     | 3034 | 16.4 | 0         |
| Autre                               | 0                           | 12   | 0,1  | 0         |

### Élection partielle de 1902
Comme von Puttkamer a démissionné de son mandat, une élection de remplacement a lieu le 3 avril 1902. L'association électorale conservatrice de Marienbourg se met d'accord avec le BdL et désigne le président provincial du BdL comme candidat. L'association électorale conservatrice d'Elbing refuse et désigne à la place le prince zu Dohna-Schlobitten comme candidat. Comme ce dernier refuse de se présenter et que la presse conservatrice commente négativement cette procédure, Elbing soutient également le candidat Oldenburg. Un seul tour de scrutin a lieu. Le nombre d'électeurs s'élève à 30 352 et le nombre de votes exprimés à 18 461, dont 62 nuls. Le taux de participation est de 60,8 %.
| Candidat                      | Parti politique             | Voix | %    | Remarques       |
| ----------------------------- | --------------------------- | ---- | ---- | --------------- |
| Elard von Oldenburg-Januschau | Parti conservateur allemand | 9205 | 50,0 | 0               |
| Kindler                       | FVP                         | 1251 | 6.8  | 0               |
| Wagner                        | PNL                         | 415  | 2.3  | 0               |
| Albert König                  | SPD                         | 4929 | 26,8 | 0               |
| Zagerman                      | Zentrum                     | 2587 | 14.1 | Probst à Elbing |
| Autre                         | 0                           | 12   | 0,1  | 0               |

### 1903
Le conflit entre l'association électorale conservatrice de Marienbourg et Elbing marque de nouveau la sélection des candidats. Cette fois-ci, aucun accord n'est trouvé et Elbing désigne le professeur Heidenheim comme candidat. Les partis libéraux se mettent d'accord sur un candidat du NLP. Deux tours de scrutin ont lieu. Le nombre d'électeurs s'élève à 31 531 et le nombre de votes exprimés au premier tour est de 21 206, dont 33 nuls. Le taux de participation est de 67,3 %.
| Candidat                      | Parti politique             | Voix | %    | Remarques                     |
| ----------------------------- | --------------------------- | ---- | ---- | ----------------------------- |
| Elard von Oldenburg-Januschau | Parti conservateur allemand | 6258 | 29.6 | 0                             |
| Heidenheim                    | Parti conservateur allemand | 3245 | 15.3 | 0                             |
| Karl Schmidt                  | PNL                         | 1740 | 8.2  | Propriétaire d'usine à Lenzen |
| Arthur Crispien               | SPD                         | 6600 | 31.2 | 0                             |
| Zagerman                      | Zentrum                     | 3292 | 15.5 | 0                             |
| Autre                         | 0                           | 38   | 0,2  | 0                             |

Le nombre de votes exprimés lors du second tour est de 20 772 dont 213 sont nuls. Le taux de participation est de 65,9 %.
| Candidat                      | Parti politique             | Voix  | %    | Remarques |
| ----------------------------- | --------------------------- | ----- | ---- | --------- |
| Elard von Oldenburg-Januschau | Parti conservateur allemand | 11215 | 54,6 | 0         |
| Arthur Crispien               | SPD                         | 9344  | 45.4 | 0         |

### 1907
Les associations électorales conservatrices de Marienbourg et d'Elbing réussissent cette fois réussi à se mettre d'accord sur Oldenburg. La tentative du NLP de trouver un candidat commun avec les conservateurs d'Elbing échoue, tout comme une collaboration des partis libéraux. Deux tours de scrutin ont lieu. Le nombre d'électeurs s'élève à 32 374 et le nombre de votes exprimés au premier tour est de 26 693, dont 77 nuls. Le taux de participation est de 82,5 %.
| Candidat                      | Parti politique             | Voix   | %    | Remarques                  |
| ----------------------------- | --------------------------- | ------ | ---- | -------------------------- |
| Elard von Oldenburg-Januschau | Parti conservateur allemand | 12.206 | 45,9 | 0                          |
| Fischer                       | NLP                         | 3570   | 13.4 | ingénieur en chef à Elbing |
| Arthur Crispien               | SPD                         | 6838   | 25,7 | 0                          |
| Paul Richer                   | Zentrum                     | 3968   | 14.9 | 0                          |
| Autre                         | 0                           | 34     | 0,1  | 0                          |

Lors du second tour, le Zentrum, le NLP et le FVP se prononcent en faveur d'Oldenburg. Le nombre de votes exprimés au second tour s'élève à 24 486, dont 198 nuls. Le taux de participation est de 75,6 %.
| Candidat                      | Parti politique             | Voix   | %    | Remarques |
| ----------------------------- | --------------------------- | ------ | ---- | --------- |
| Elard von Oldenburg-Januschau | Parti conservateur allemand | 17 296 | 71.2 | 0         |
| Arthur Crispien               | SPD                         | 6992   | 28,8 | 0         |

### 1912
La scission entre les associations électorales conservatrices de Marienburg et d'Elbing s'est accentuée. En mai 1909, l'association électorale conservatrice d'Elbing se rebaptise "Association ouvrière patriotique". L'objectif central est d'empêcher Oldenburg d'être député, d'affaiblir l'influence du BdL et de rejeter la réforme financière. Pour réaliser ces objectifs, l'"Association électorale patriotique" pour les arrondissements d'Elbing et de Marienbourg se forme en janvier 1910 à partir des conservateurs d'Elbing, de la NLP et de personnalités connues de l'Ostmarkverein, de la Ligue évangélique et de la Ligue paysanne. Le conseiller forestier municipal Schöder est désigné comme candidat par le parti impérial. Celui-ci est également soutenu par le FVP. Le Zentrum et le FoVP appellent à voter pour Oldenburg.
Deux tours de scrutin ont lieu. Le nombre d'électeurs s'élève à 33 054 et le nombre de suffrages exprimés au premier tour à 27 065, dont 68 nuls. Le taux de participation est de 81,9 %.
| Candidat                      | Parti politique             | Voix   | %    | Remarques                    |
| ----------------------------- | --------------------------- | ------ | ---- | ---------------------------- |
| Elard von Oldenburg-Januschau | Parti conservateur allemand | 10 660 | 39,5 | 0                            |
| Schröder                      | Parti impérial allemand     | 8189   | 30.3 | Forestier municipal à Elbing |
| Arthur Crispien               | SPD                         | 8133   | 30.1 | 0                            |
| Autre                         | 0                           | 15     | 0,1  | 0                            |

Au second tour, ce sont les voix des électeurs sociaux-démocrates qui comptent. Il n'y a cependant pas d'accord, car les deux candidats craignent de faire fuir leurs propres électeurs en cas d'alliance avec le SPD. Le SPD appelle à une abstention stricte. Le nombre de votes exprimés lors du second tour s'élève à 27 675, dont 851 nuls. Le taux de participation est de 83,7 %.
| Candidat                      | Parti politique             | Voix   | %    | Remarques |
| ----------------------------- | --------------------------- | ------ | ---- | --------- |
| Elard von Oldenburg-Januschau | Parti conservateur allemand | 11 718 | 43,7 | 0         |
| Schröder                      | Parti impérial allemand     | 15.106 | 56,3 | 0         |